# 克里托斯
克里托斯（英語：Kritios），约活动于公元前5世纪前后。古希腊雕刻家之一，公元前480年至公元前460年为其创作期，雅典人。因与内西奥特斯共同签名的六尊雕像基座而为人所知。公元前477年，他与内西奥特斯受命塑造弑僭者哈尔莫底乌斯与阿里斯多基同的组合青铜雕像，以取代安特诺尔先前的作品。现已发现许多复制品。从雕刻风格分析，另有一些雕塑归其名下，包括在雅典发现的约公元前480年的《男童克里提乌斯》。